# IFK Mariehamn
IFK Mariehamn är ett finländskt (åländskt) fotbollslag från Mariehamn. Laget har spelat i Tipsligan, det finländska seriesystemets högsta liga för herrfotboll, varje säsong sedan 2005. Till lagets främsta meriter hör vinsten av Finlands cup år 2015 och att man blev finska mästare år 2016. Vid tre tillfällen har laget kvalificerat sig till europaspel: Europa League 2013 (via UEFA:s Fair Play-ranking), Europa League 2016 (som regerande cupvinnare) och Champions League 2017 (som finska mästare). Vid inget av tillfällena har man lyckats ta sig förbi den första kvalomgången. Laget spelar sina hemmamatcher på Wiklöf Holding Arena.

## Historia
IFK Mariehamn grundades 1919 och började spela fotboll på 1930-talet. Sedan fotbollssektionen grundades 1935 har IFK Mariehamn med vissa uppehåll varit den ledande klubben på Åland. IFK Mariehamn steg till högsta ligan genom två kvalmatcher mot FC Jazz i oktober 2004. Året därpå gjorde IFK Mariehamn sin första säsong i Tipsligan och slutade på tolfte plats av 14 lag. 2005 gjorde föreningen en god insats då laget slutade på en femte plats och 2007 blev laget sexa. Säsongen 2008 klarade laget sig kvar med nöd och näppe men hamnade 2009 på sin dittills bästa position i högsta serien när laget slutade på en fjärde plats.
Representationslagets verksamhet bolagiserades inför ligastarten 2008 och klubben hade som målsättning att bli det första åländska laget i en europeisk klubbtävling. Detta lyckades dock det främsta åländska damlaget Åland United med 2010 när man vann Damligan säsongen 2009.
IFK Mariehamn vann finska cupen 2015 och blev finska mästare i herrfotboll 2016. Ligatiteln 2016 sågs som en osannolik bragd då klubben har en mycket mindre budget än många klubbar på fastlandet och klubbens drömmar i många år handlade om att nå den finska andraligan. Laget tar t.ex. färjan till Helsingfors när de ska spela bortamatcher. Klubben har kvalat till Europa League 2013 och 2016, samt till Champions League 2017.
Laget tränades länge av Pekka Lyyski. Lyyski var representationslagets tränare ända sedan klubben spelade i division 2 och har även gjort sig ett namn inom den åländska ungdomsfotbollen. Flera av lagets tidigare spelare har haft honom som tränare i unga år. Peter Lundberg och Kari Virtanen tog över som huvudtränare 2016.

## Klubben
Sedan november 2007 har representationslaget (A-laget för herrar) verkat som ett aktiebolag: IFK Mariehamn Ab. Majoriteten av aktierna ägs av moderföreningen IFK Mariehamn Fotboll r.f., men även företag inom det lokala näringslivet och privatpersoner äger betydande poster av klubben. Dam- och ungdomsverksamheten samt turneringsverksamheten drivs som en skild förening i nära samarbete med representationslaget. 
Föreningen anordnar varje år en av Finlands största ungdomsturneringar i fotboll för 11-åringar Alandia Cup. 

## Placering tidigare säsonger
| Säsong | Nivå | Liga          | Placering | Referens | Notering |
| ------ | ---- | ------------- | --------- | -------- | -------- |
| 2011   | 1    | Veikkausliiga | 7         | [ 10 ]   |          |
| 2012   | 1    | Veikkausliiga | 4         | [ 11 ]   |          |
| 2013   | 1    | Veikkausliiga | 4         | [ 12 ]   |          |
| 2014   | 1    | Veikkausliiga | 5         | [ 13 ]   |          |
| 2015   | 1    | Veikkausliiga | 6         | [ 14 ]   |          |
| 2016   | 1    | Veikkausliiga | 1         | [ 15 ]   |          |
| 2017   | 1    | Veikkausliiga | 5         | [ 16 ]   |          |
| 2018   | 1    | Veikkausliiga | 10        | [ 17 ]   |          |
| 2019   | 1    | Veikkausliiga | 6         | [ 18 ]   |          |
| 2020   | 1    | Veikkausliiga | 9         | [ 19 ]   |          |
| 2021   | 1    | Veikkausliiga | 10        | [ 20 ]   |          |
| 2022   | 1    | Veikkausliiga | 10        | [ 21 ]   |          |
| 2023   | 1    | Veikkausliiga | 11        | [ 22 ]   |          |
| 2024   | 1    | Veikkausliiga | 10        | [ 23 ]   |          |

## Spelare

### Spelartrupp
| Nr | Land      | Pos | Namn                                     |
| -- | --------- | --- | ---------------------------------------- |
| 1  | Kanada    | MV  | Yann Fillion                             |
| 2  | Finland   | F   | Timi Lahti                               |
| 3  | Ghana     | F   | Baba Mensah                              |
| 5  | Ghana     | MF  | Mohammed Abubakari                       |
| 6  | Kamerun   | MF  | Alvaro Ngamba (lån från Kolos Kovavlika) |
| 7  | Finland   | MF  | Riku Sjöroos                             |
| 9  | Brasilien | A   | Dé                                       |
| 11 | Finland   | A   | Vahid Hambo                              |
| 13 | Frankrike | F   | Jean-Christopher Coubronne               |
| 14 | Finland   | MF  | Joakim Latonen                           |
| 15 | Finland   | F   | Melvin Kahnberg                          |
| 16 | Sydafrika | MF  | Yanga Baliso                             |

| Nr | Land            | Pos | Namn                                       |
| -- | --------------- | --- | ------------------------------------------ |
| 17 | Finland         | MF  | Robin Sid                                  |
| 18 | Elfenbenskusten | A   | Muhamed Olawale                            |
| 19 | Nigeria         | A   | John Owoeri                                |
| 20 | Finland         | MF  | Eero Tamminen                              |
| 21 | Finland         | A   | Arvid Lundberg                             |
| 22 | Finland         | F   | Albin Granlund                             |
| 23 | Finland         | F   | Mikko Sumusalo                             |
| 25 | England         | MF  | Jamie Hopcutt                              |
| 28 | Finland         | F   | Jiri Nissinen                              |
| 29 | Finland         | F   | Patrik Raitanen (lån från HJK Helsingfors) |
| 30 | Finland         | MV  | Otto Hautamo                               |
| 81 | Finland         | MV  | Elmo Henriksson (lån från HJK Helsingfors) |

### Alumni
- Daniel Sjölund
- Daniel Norrmén
- David Carlsson
- Paulus Arajuuri
- Gabriel Petrovic
- Petteri Forsell
- Jani Lyyski
- Albin Granlund
- Kristian Kojola
- Aleksei Kangaskolkka

### Fotnoter
1. 1 2  ”Om klubben”. IFK Mariehamn Fotboll. http://www.ifkfotboll.ax/om-klubben. Läst 11 mars 2020.
2. ↑  Ann-Lis Fredriksson (16 oktober 2004). ”IFK Mariehamn avancerar till ligan”. Svenska Yle. https://svenska.yle.fi/artikel/2004/10/16/ifk-mariehamn-avancerar-till-ligan. Läst 14 oktober 2016.
3. ↑  ”Grönvit glädje – första titeln för IFK Mariehamn”. https://svenska.yle.fi/artikel/2015/09/26/gronvit-gladje-forsta-titeln-ifk-mariehamn. Läst 21 mars 2017.
4. ↑  ”Historia skriven på Åland – se när IFK Mariehamn blir mästare”. yle. https://svenska.yle.fi/artikel/2016/10/23/historia-skriven-pa-aland-se-nar-ifk-mariehamn-blir-mastare. Läst 23 oktober 2016.
5. ↑  ”Erik Niva besöker en ö som spelar i en egen division”. http://www.aftonbladet.se/sportbladet/kronikorer/erikniva/article23772819.ab. Läst 23 oktober 2016.
6. ↑  ”Det blir Baku för IFK Mariehamn”. https://svenska.yle.fi/artikel/2013/06/24/det-blir-baku-ifk-mariehamn. Läst 21 mars 2017.
7. ↑  ”Europaäventyret över för IFK – HJK och RoPS fortsätter”. https://svenska.yle.fi/artikel/2016/07/07/europaaventyret-over-ifk-hjk-och-rops-fortsatter. Läst 21 mars 2017.
8. ↑  ”IFK Mariehamn Ab”. IFK Mariehamn Fotboll. Arkiverad från originalet den 6 februari 2016. https://web.archive.org/web/20160206003128/http://www.ifkfotboll.ax/om-klubben/ifk-mariehamn-ab. Läst 11 mars 2020.
9. ↑  ”Alandia Cup”. http://www.alandiacup.com/. Läst 21 mars 2017.
10. ↑  http://www.rsssf.com/tablesf/fin2011.html
11. ↑  http://www.rsssf.com/tablesf/fin2012.html
12. ↑  http://www.rsssf.com/tablesf/fin2013.html
13. ↑  http://www.rsssf.com/tablesf/fin2014.html
14. ↑  http://www.rsssf.com/tablesf/fin2015.html
15. ↑  http://www.rsssf.com/tablesf/fin2016.html
16. ↑  http://www.rsssf.com/tablesf/fin2017.html
17. ↑  http://www.rsssf.com/tablesf/fin2018.html
18. ↑  http://www.rsssf.com/tablesf/fin2019.html
19. ↑  http://www.rsssf.com/tablesf/fin2020.html
20. ↑  http://www.rsssf.com/tablesf/fin2021.html
21. ↑  http://www.rsssf.com/tablesf/fin2022.html
22. ↑  http://www.rsssf.com/tablesf/fin2023.html
23. ↑  http://www.rsssf.com/tablesf/fin2024.html